# Bommasandra
Bommasandra là một thị trấn thống kê (census town) của huyện Bangalore Urban thuộc bang Karnataka, Ấn Độ.

## Nhân khẩu
Theo điều tra dân số năm 2001 của Ấn Độ, Bommasandra có dân số 7570 người. Phái nam chiếm 58% tổng số dân và phái nữ chiếm 42%. Bommasandra có tỷ lệ 72% biết đọc biết viết, cao hơn tỷ lệ trung bình toàn quốc là 59,5%: tỷ lệ cho phái nam là 80%, và tỷ lệ cho phái nữ là 61%. Tại Bommasandra, 15% dân số nhỏ hơn 6 tuổi.